# Katastrofa lotu Pan Am 214
Katastrofa lotu Pan Am 214 – katastrofa lotnicza, która wydarzyła się 8 grudnia 1963 roku. Samolot Boeing 707-121 należący do linii Pan Am, (N709PA) lecący z Baltimore do Filadelfii, rozbił się w wyniku uderzenia pioruna w skrzydło samolotu podczas podchodzenia do lądowania. Zginęło 81 osób.

## Przebieg katastrofy

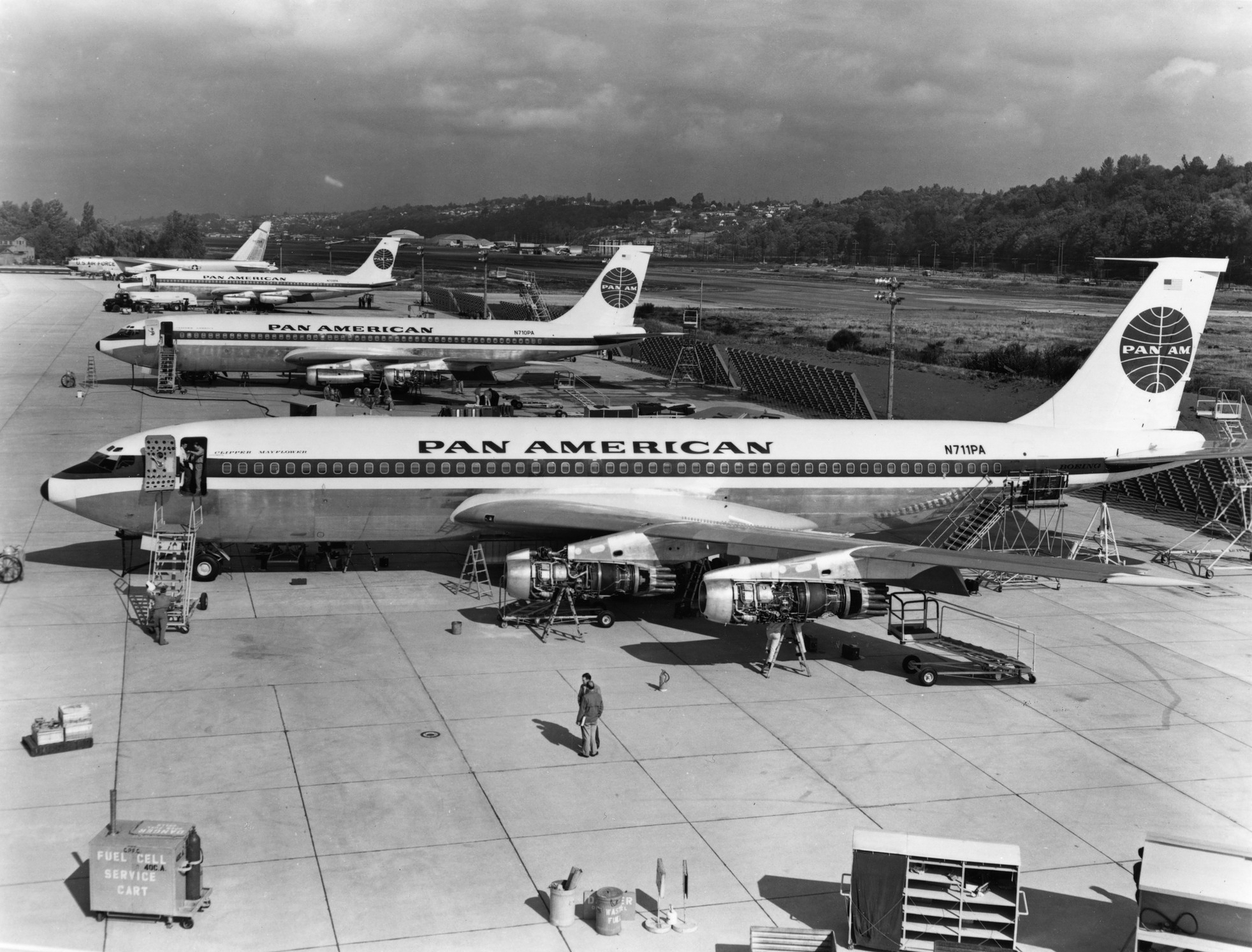
Trzy Boeingi 707 linii Pan Am

Boeing 707-121 (N709PA) miał 5 lat i wylatane ponad 15 609 godzin. Maszyna leciała z Portoryko do Filadelfii z międzylądowaniem w Baltimore. O godz. 19:35, samolot przybył do Baltimore, a o godz. 20:24 rozpoczął tankowanie. Samolot wystartował z Baltimore do Fliadelfii drogą VOR na kurs 270. O godz. 20:58 w Boeinga uderzył piorun. To spowodowało pożar lewego skrzydła, a następnie eksplozję paliwa znajdującego się w lewym skrzydle. Ostatnie słowo, jakie usłyszała kontrola ruchu lotniczego w Filadelfii, to Mayday. Maszyna runęła na las w Elkton. Zginęło 81 osób (73 pasażerów i 8 członków załogi)

## Przyczyny
Przyczyną katastrofy było uderzenie pioruna w skrzydło Boeinga, co spowodowało wybuch oparów paliwa w rezerwowym zbiorniku i w rezultacie znaczne uszkodzenie lewego skrzydła.